# Барано-Оренбургское
Бара́но-Оренбу́ргское — село в Пограничном районе Приморского края России. Входит в состав Пограничного городского поселения.

## География
Расположено на реке Нестеровка в 19 км от границы с Китаем, в 6 км к юго-востоку от посёлка Пограничный, в 145 км к северу от Владивостока. На западе к селу примыкает небольшой посёлок Гродеково-2.
Через село проходит ж/д линия Уссурийск — Муданьцзян (КНР), ближайшая станция — Гродеково II. Вблизи южной окраины села проходит автодорога Уссурийск — Суйфыньхэ (КНР).

## История
Первыми поселенцами стали казаки, переселившиеся с Уссури в 1879 году. После 1895 года в Уссурийское казачье Войско стали переселять на усиление казаков с Дона, Кубани, Урала и Оренбурга. Особенно массово в этом посёлке селились казаки-переселенцы из Оренбурга, из-за чего появилась приставка «Оренбургский».

## Население
| 2002 | 2010  | 2021  |
| ---- | ----- | ----- |
| 2429 | ↗2809 | ↘1943 |

## Улицы
| - ул. ДОС, - ул. Калинина, - пер. Кубанский, | - ул. Мира, - пер. Молодёжный, - ул. Победы, | - ул. Садовая, - ул. Тургенева. - ул. Чапаева. |

## Известные уроженцы
- Лысенко, Геннадий Михайлович (1942—1978) — советский поэт.